# Старостенко, Владимир Иванович
Влади́мир Ива́нович Старосте́нко (2 сентября 1948 — 31 октября 2017) — 4-й министр путей сообщения России (29 мая — 16 сентября 1999 года). Начальник Западно-Сибирской (1997—1999, 1999—2002) и Московской (2002—2009) железных дорог. Инженер путей сообщения по эксплуатации железных дорог, хозяйственный и государственный деятель.
Начав карьеру с должности дежурного станционного поста электроцентрализации, Старостенко последовательно прошёл все ступени служебной лестницы, был начальником трёх крупных железных дорог, а вершиной его карьеры стал пост главы Министерства путей сообщения РФ.
В 2009—2014 — член правления ОАО «РЖД», советник президента компании В. Якунина.
С января 2014 года до конца жизни — на пенсии. Всего на железной дороге проработал 47 лет.

## Биография
Родился 2 сентября 1948 года в городе Татарск Новосибирской области.
В 1968 году окончил Томский техникум железнодорожного транспорта. В 1975 году — Новосибирский институт инженеров железнодорожного транспорта.
С 1966 по 1996 год работал на Западно-Сибирской железной дороге. Был дежурным по парку станции Татарская, начальником штаба Гражданской обороны, с 1970 года — заместитель начальника станции Татарская. В 1975—1976 годах работал ревизором отдела движения Омского отделения Западно-Сибирской железной дороги. Ценный опыт приобрёл, знакомясь с работой крупнейших сортировочных станций ЗСЖД — Инская и Алтайская.
В 1977 году, в возрасте 28 лет, Старостенко занял первую руководящую должность — главный инженер сортировочной станции Входная под Омском. Вскоре стал начальником станции Карбышево-1 (1980—1983). С 1983 по 1990 год — начальник грузового отдела движения, первый заместитель начальника Омского отделения ЗСЖД. В 1990—1996 годах работал начальником Новосибирского отделения ЗСЖД, заместителем начальника дороги по безопасности движения.
С 1996 по 1997 год Старостенко занимал пост начальника Кемеровского отделения Западно-Сибирской железной дороги, а в 1997—1999 годах — начальник Западно-Сибирской железной дороги. Вместе с министром Николаем Аксёненко принимал участие в урегулировании кризиса с шахтёрами, перекрывшими Транссиб. Разработал новую технологию погрузки и вывоза угля из Кузбасса. Впервые внедрил региональный автоматизированный диспетчерский центр управления перевозками. Старостенко внёс значительный вклад в модернизацию Западно-Сибирской железной дороги, подготовил объединение её с Кемеровской железной дорогой. Организовал в Сибири и в Москве специализированные предприятия по ремонту путевой техники.
29 мая 1999 года Старостенко назначен министром путей сообщения Российской Федерации. 16 сентября 1999 года в связи с пертурбациями в Правительстве РФ отправлен в отставку и вновь назначен начальником Западно-Сибирской железной дороги. При Старостенко на ЗСЖД на паях с местными властями появились первые в России пригородные пассажирские компании.
С февраля 2002 по ноябрь 2009 года — начальник Московской железной дороги. Старостенко развивал на Московской дороге пригородное скоростное движение, ввёл в обращение новые пассажирские поезда, пользующиеся повышенным спросом у пассажиров. В 2002 году запуском аэроэкспресса в Домодедово впервые на сети РЖД организовано интермодальное сообщение, затем аэроэкспрессы пущены к трём аэропортам. В 2004 году запущен первый региональный экспресс Москва — Мытищи. Начата коренная модернизация инфраструктуры и 10 крупных сортировочных станций, реализованы несколько инновационных и инвестиционных проектов. Под началом Старостенко на МЖД был открыт Единый диспетчерский центр управления, увеличена протяжённость «плечей» — участков обращения локомотивов и локомотивных бригад. В 2008 году по предложениям Старостенко была принята Генеральная схема развития Московского железнодорожного узла, где предусматривалось и строительство Московского центрального кольца.
Для повышения эффективности работы самой крупной на МЖД грузовой станции Бекасово-Сортировочное по инициативе Старостенко проведена реконструкция парков с удлинением железнодорожных путей до 100 условных вагонов, автоматизированы горочные комплексы. Подобная реконструкция также проведена на станции Орехово-Зуево. В дальнейшем на этих станциях налажен роспуск грузовых составов в автоматизированном режиме, без участия оператора, с гарантией необходимых режимов торможения.
В 2003 году Старостенко заложил традицию присвоения почётных званий «Предприятие эффективных технологий и эстетики». Под началом Старостенко проводилась работа по возвращению исторического облика вокзальным комплексам и ряду станций, отремонтирован Калужский железнодорожный техникум.
С 2003 года до 2014 года Старостенко — член правления ОАО «РЖД», и это был единственный случай, когда начальник одной из железных дорог, находясь на посту, одновременно являлся членом правления компании.
В октябре 2008 года Старостенко произвёл реорганизацию в газете «Московский железнодорожник», впервые отказавшись от ведомственного принципа в подборе руководящих кадров и пригласив на пост главного редактора политолога и журналиста-международника Владимира Шелкова.
В ноябре 2009 года Старостенко уволен с должности начальника Московской железной дороги.
К числу важных нововведений Старостенко на МЖД относится разработка звания «Почётный ветеран Московской железной дороги», передача санатория «Унеча» в Брянской области специально для отдыха и восстановления здоровья неработающих ветеранов МЖД, установление финансирования ветеранской организации Московской магистрали в размере 500 тыс. рублей ежемесячно (6 млн руб. в год) и 50 тыс. рублей ежемесячно для Совета ветеранов МЖД. В дальнейшем, с 2015 года инициатива Старостенко была преобразована в договор-пожертвование, согласно которому Управление МЖД ежегодно выделяло на нужды ветеранской организации дороги 8,25 млн рублей (из расчёта 55 тыс. ветеранов МЖД по 150 рублей).
На протяжении всей карьеры Старостенко отличался экспрессивным, жёстким, своенравным характером, склонностью к резким волевым решениям. По свидетельству заместителя председателя совета ветеранов Московской железной дороги Виктора Рощевкина (род. 1931), в ходе весеннего и осеннего объезда предприятий дороги Старостенко мог экспромтом, в порыве гнева уволить в подразделениях сразу несколько железнодорожных управленцев. Всего в таком упрощённом порядке, по подсчётам В. Т. Рощевкина, с МЖД за 7 лет деятельности Старостенко было уволено около 700 руководителей среднего звена, многие из которых так и не смогли продолжить трудовую деятельность на железной дороге. Преемник Старостенко на посту начальника МЖД Владимир Молдавер, выступая в 2018 году на научно-практической конференции, охарактеризовал линию Старостенко как «сочетание жёсткой системы управления предприятиями и широкого применения передовых технологий эксплуатационной работы».

Старостенко дал ёмкое определение отрасли, служению которой посвятил всю свою жизнь: 
Дело наше железнодорожное — очень громоздкое, но крайне примитивное
После отставки в 2009 году с поста начальника МЖД Старостенко сохранил портфель члена правления компании, назначен советником президента ОАО «РЖД» В. И. Якунина. На этой должности выступал за частичную децентрализацию управления, передачу ряда полномочий начальникам дорог, создание информационно-управляющих компьютерных систем, переход к «безлюдным» технологиям, исключающим влияние человеческого фактора.
Всего на железной дороге Старостенко проработал 47 лет. Открыл в Управлении МЖД «Галерею Славы», где представлены портреты выдающихся железнодорожников Московской магистрали — от машинистов до начальников. Наивысшей похвалой для себя желал, чтобы после его смерти коллеги почтительно говорили: «Я работал со Старостенко!».
С января 2014 года — на пенсии. Отправляя своего советника на заслуженный отдых, В. Якунин вручил Старостенко второй знак «Почётный железнодорожник».
Старостенко имеет опубликованные труды по эксплуатации железных дорог, по теме управления перевозочным процессом.
Владимир Старостенко скоропостижно скончался 31 октября 2017 года на 70-м году жизни в Москве от внезапной остановки сердца во сне. Похоронен 2 ноября на Троекуровском кладбище.

## Семья
Вдова — Галина Ивановна Старостенко, есть сын.

## Память
- 31 октября 2018 года в здании Управления Московской железной дороги состоялась научно-практическая конференция, посвящённая Старостенко, в «Галерее Славы» открыта мемориальная доска в его честь[4].

- С 08.2018 электропоезду ЭП2Д-0016 (до 04.2019 ЭП2Д-0047) присвоено именное название "Владимир Старостенко".[8]

## Награды
- Орден Почёта (8 июня 1998 года) — за заслуги перед государством, многолетний добросовестный труд и большой вклад в укрепление дружбы и сотрудничества между народами[9]
- Орден «За заслуги перед Отечеством» IV степени (2 сентября 2008 года) — за большой вклад в развитие железнодорожного транспорта и многолетнюю добросовестную работу[10]
- Почётное звание Заслуженный работник транспорта Российской Федерации (22 июля 2005 года) — за заслуги в области транспорта и многолетний добросовестный труд[11]
- Знак отличия «За заслуги перед Московской областью» (1 сентября 2008 года)[12]

- Награждён знаками «Почётный железнодорожник» (дважды), «За безупречный труд на федеральном железнодорожном транспорте»

- Награждён медалью «150 лет железнодорожным войскам России»[13]